# Grabowský oltář
Grabowský oltář (též oltář ze St. Petrikirche) je dílem Mistra Bertrama z doby kolem roku 1379-1383. Gotický křídlový oltář byl původně zhotoven pro kostel sv. Petra (St. Petrikirche) v Hamburku. Je nazýván Grabowský, protože po ničivém požáru a obnově města Grabow (Meklenbursko-Přední Pomořansko) jej v 18. století získala tamní církev. Oltář tak unikl požáru kostela sv. Petra (1842) a roku 1903 se do Hamburku vrátil. Je vystaven v Hamburger Kunsthalle.

## Popis
Monumentální oltář má výšku 277 cm a po otevření je široký 726 cm. Skládá se z vyřezávané centrální části, čtyř křídel, vyřezávané predely a oltářního nástavce. Jeho výzdobu tvoří celkem 79 polychromovaných a zlacených řezeb. Malovaná část má 24 samostatných scén, po osmi na každé desce.
Při otevření oltáře je v centrální části v celé výšce třífigurový reliéf Ukřižování a po stranách ve dvou řadách na každé straně celkem 10 figur. Dalších 12 figur je na každém z křídel a 12 na predelle. Na oltářním nástavci je 20 vyřezávaných bust. Autor řezeb, který pracoval v dílně Mistra Bertrama, není znám.
Zadní strana křídel, která je oddělena a vystavena samostatně, je zdobena malbami Mistra Bertrama. Jsou na nich zachyceny následující scény.
- Horní část: Geneze se scénami (zleva) - Stvoření dne a noci, vody, hvězd, rostlin, zvířat, Adama, Evy, Strom poznání, Prvotní hřích, Varování Adama a Evy, Vyhnání z ráje, práce prvních lidí.
- Dolní část: Příběhy patriarchů a dětství Krista se scénami (zleva) - Oběť Kaina a Ábela, Kain zavraždil Abela, Noe staví archu, Abraham obětuje Izáka, Izác odmítl požehnání Ezaua, Izák žehná Jákoba, Zvěstování Panny Marie, Narození Páně, Klanění tří králů, Prezentace v chrámu, Vraždění neviňátek, Útěk do Egypta.

## Historie
Objednavatelem oltáře pro první farní kostel byl starosta Hamburku Bertram Horborch (1366-1396) a jeho bratr, teolog Wilhelm Horborch. Starosta Bertram byl patronem kostela sv. Petra a Pavla. Jeho bratr Wilhelm, který vystudoval teologii v Paříži, byl členem kapituly a vyslancem Hamburku u papeže v Avignonu. Roku 1361 ho papež jmenoval papežským nunciem. Získal mezinárodní reputaci jako právník a roku 1367 obhájil doktorát na Univerzitě v Bologni. Zemřel v Římě rok po dokončení Grabowského oltáře (1384).
Oltář přišel během reformace o důležité součásti (stříbrné sochy sv. Petra a Pavla) a některé reliéfy byly doplněny v 16. století (sv. Uršula).